# Kanadas demografi
Kanadas demografi övervakas av myndigheten Statistics Canada.
Kanadas befolkning blev 40 miljoner, år 2023, vilket gör landet till det 3:e folkrikaste landet i Nordamerika efter Mexiko, liksom det 38:e mest folkrika landet i världen. Den summerade fruktsamheten var 1,470 barn per kvinna år 2021, vilket är långt under ersättningsgraden på 2,1. Sedan 1960-talet har befolkningen mer än fördubblats, ökningen förklaras framför allt genom invandring. 